# Cupriavidus nantongensis
Cupriavidus nantongensis es una bacteria gram-negativa, degradadora de clorpirifós y aeróbica del género Cupriavidus, que ha sido aislada de los lodos de Nantong en China.